# Grzegorz Krasomski
Grzegorz Marian Krasomski (ur. 3 maja 1944 w Jędrzejowie, zm. 23 listopada 2020) – polski ginekolog, położnik, kierownik Kliniki Ginekologii i Położnictwa Instytutu Centrum Zdrowia Matki Polki w Łodzi, prodziekan ds. Położnictwa Wydziału Pielęgniarstwa i Położnictwa Uniwersytetu Medycznego w Łodzi.
Propagował w Polsce ideę zakładania szwu okrężnego TAC na cieśń szyjki macicy z dostępu brzusznego jako metody walki z ciężką niewydolnością szyjki macicy u kobiet.
Od 2001 r. prof. Krasomski założył szew TAC 128 kobietom, które wcześniej utraciły swoje ciąże (poronienie lub poród przedwczesny) z powodu niezdolności szyjki macicy do utrzymania ciąży do przewidywanego terminu porodu.
Ogłosił drukiem ponad 250 publikacji. W bibliografii podmiotowej zarejestrowano 116 pozycji.
Otrzymał odznaczenia: 
- Krzyż Kawalerski Orderu Odrodzenia Polski (2012)[4]
- Złoty Krzyż Zasługi (1988)
- United Nations Special Service Medal „In the Service of Peace” (1977)
- Medal Komisji Edukacji Narodowej
- Srebrny Krzyż PCK
- odznaczenia resortowe MON.[5]